# Clematoessa
Clematoessa is een geslacht van vlinders van de familie bloeddrupjes (Zygaenidae), uit de onderfamilie Chalcosiinae.

## Soorten
- C. ledouxi Hering, 1922
- C. virgata Joicey & Talbot, 1922
- C. xuthomelas Jordan, 1915